# Касторский, Михаил Михайлович
Касторский Михаил Михайлович (20 ноября (2 декабря) 1841 — 27 июля (8 августа) 1890) — врач-эпидемиолог, старший медицинский чиновник для особых поручений при Медицинском департаменте Министерства внутренних дел, член Врачебного отделения С.-Петербургского губернского правления, штатный врач Министерства иностранных дел. Действительный статский советник.

## Биография
Единственный сын цензора, доктора философии, профессора истории С.-Петербургского университета, действительного статского советника Михаила Ивановича Касторского и главной надзирательницы Царскосельской Мариинской женской гимназии Юлии Ивановны Касторской, урождённой Кайдановой, дочери профессора истории Царскосельского лицея Ивана Кузьмича Кайданова и его жены — девицы Марии Григорьевны Гомзиной, дочери священника. Родился в Санкт-Петербурге. Крещён в Андреевском соборе на Васильевском острове. Восприемниками были Иван Кузьмич Кайданов и доктор медицины, коллежский советник Дмитрий Фёдорович Обломиевский, впоследствии действительный статский советник, лейб-хирург при Их Императорских Высочествах великих князьях Александре, Владимире и Алексее Александровичах.
С 1 (13) января 1855, выдержав вступительный экзамен, поступил своекоштным воспитанником в Императорский Александровский лицей, курса которого не окончил; в июне 1858 года уволен из Александровского лицея, по прошению родителей, по домашним обстоятельствам.
С 1861 по 1866 год — студент Императорской Медико-хирургической академии, полный курс которой окончил в 1866 году, со званием лекаря. В том же — 1866 году, будучи ещё медиком-студентом V-го курса, от Академии командировался в Царскосельский уезд, для мероприятий по предупреждению и прекращению холеры в столице и в С.-Петербургской губернии, и был отмечен, в числе прочих студентов-медиков, председателем С.-Петербургской городской санитарной комиссии, состоявшей в ведении С.-Петербургского особого временного холерного комитета, высочайши учрежденного указом от 21.12.1865 года.
ВП от 19.02.1867 года № 8, по Военному ведомству, определён в службу, по Военно-медицинскому ведомству, лекарем в 1-й летучий артиллерийский парк. ВП от 12.11.1867 года № 48, по Военно-медицинскому ведомству, уволен от службы, по прошению.
Был в отставке с 12.11.1867 по 21.10.1868 года.
Приказом от 16.11.1868 за № 21, по ведомству М-ва иностранных дел, определён в службу, из отставных лекарей — врачом при императорской дипломатической Миссии в Тегеране, с причислением к Азиатскому департаменту министерства, с 21.10.1868. В сентябре 1870 года командирован из Тегерана в Тифлис членом Комиссии для рассмотрения способов и средств постройки карантинных учреждений по русско-персидской и русско-турецкой границам.
Указом от 28.03.1871 года пожалован, в воздаяние отлично-усердной и ревностной службы, кавалером ордена Святой Анны 3 степени. Указом от 01.01.1872 года пожалован, в воздаяние отлично-усердной и ревностной службы, кавалером ордена Святого Владимира 4 степени.
Указом от 30.11.1872 года № 201, по ведомству Медицинского д-та М-ва внутренних дел, произведен, за выслугу лет, из лекарей — в чин титулярного советника, со старшинством с 19 февраля (3 марта) 1867.
Указом от 8 (20) апреля 1873 пожалован, в воздаяние отлично-усердной и ревностной службы, по ведомству М-ва иностранных дел, кавалером ордена Святого Станислава 2 степени. Приказом от 15.09.1873 за № 17, по ведомству М—ва иностранных дел, уволен в отпуск — в Россию, на пять месяцев.
Не возвращаясь из отпуска в Тегеран, в апреле 1874 года женился, и, в июне того же — 1874, был командирован делегатом от правительства России для участия в 4-й Международной санитарной конференции для пересмотра карантинных мер преимущественно против холеры, с 1 (13) июля 1874 открывшейся в Вене. В начале того же — 1874, пожалован, за выслугу лет, в чин коллежского асессора, со старшинством с 28 января (9 февраля) 1871.
Указом от 4 (16) июля 1875, по представлению министра внутренних дел, высочайше пожалован 28 мая 1875, за участие в трудах бывшей в 1874 году Венской международной санитарной конференции, кавалером ордена Святой Анны 2 степени.
Приказом от 8.07.1875 за № 13 управляющего Министерством иностранных дел, отчислен от должности врача при императорской дипломатической Миссии в Тегеране, с оставлением в ведомстве М-ва иностранных дел, с 1 (13) июля 1875.
Приказом от 16.08.1875 за № 49 министра внутренних дел, назначен сверхштатным старшим медицинским чиновником для особых поручений при Медицинском департаменте М-ва внутренних дел, с оставлением в ведомстве М-ва иностранных дел, с 30 июля (11 августа) 1875.
Сенатским указом от 9.03.1876 за № 26 по Герольдии, произведён, за выслугу лет, по ведомству Медицинского д-та М-ва внутренних дел, в чин надворного советника, со старшинством с 28 января (9 февраля) 1875.
Во время русско-турецкой войны 1877—1878 годов дважды командировался на театр военных действий для противоэпидемических и санитарных мероприятий в военно-полевых и летучих госпиталях.
ВП от 13.11.1878 за № 46, по ведомству М-ва внутренних дел, производится, за отличие, в чин коллежского советника, со старшинством с 28 января (9 февраля) 1878. В конце того же — 1878, по приглашению c.-петербургского городского головы, барона П. Л. Корфа, участвовал в проектировании медико-полицейских противочумных санитарных мер.
В феврале 1879, по приглашению высочайше учреждённой С.-Петербургской городской исполнительной санитарной комиссии, от Медицинского д-та М-ва внутренних дел, состоял членом комиссии и участвовал в медицинском освидетельствовании лиц, содержавшихся, по подозрению в заражении чумой, в особом обсервационном отделении в Екатерингофе . 
С 10 (22) апреля 1879, по заключению Медицинского совета М-ва внутренних дел, назначен главным врачом для общего наблюдения в Астраханской губернии за санитарно-медицинскими мерами по предупреждению распространения Ветлянской эпидемии чумы, и состоял в этой должности с 10 апреля по 20 июля 1879..
Приказом министра внутренних дел от 8.10.1879 за № 52, с оставлением в занимаемой должности и по ведомству М-ва иностранных дел, назначен членом Врачебного отделения С.-Петербургского губернского правления, с 16 (28) августа 1879.
Приказом управляющего Министерством иностранных дел от 15.12.1880 за № 15, назначен штатным врачом министерства, с оставлением по ведомству М-ва внутренних дел, с 9 (21) декабря 1880. В том же — 1880, высочайше разрешено принять и носить персидский орден Льва и Солнца 2 степени.
Указом от 1 (13) января 1881 пожалован, в воздаяние отлично-ревностной службы и особые труды, кавалером ордена Святого Владимира 3 степени. Указом от 24 февраля (7 марта) 1884 разрешено принять и носить черногорский орден Князя Даниила I-го второй степени.
В 1885 году был командирован в Багдад и, по приглашению члена Государственного совета Бориса Павловича Мансурова, посетил Иерусалим, с целью осмотра и инспекции Русского иерусалимского госпиталя, состоящего в ведении Палестинской комиссии.
Высочайшим приказом от 1 (13) января 1886 за № 1, по ведомству М-ва внутренних дел, производится, за отличие по службе, из статских — в чин действительного статского советника, с оставлением в занимаемых должностях и по ведомству М-ва иностранных дел.
Приказом министра иностранных дел от 28.08.1890 за № 5, исключается из списков умерший, врач министерства, действительный статский советник Михаил Михайлович Касторский, с 29 июля (10 августа) 1890.
В издании «Петербургский Некрополь» он ошибочно показан как однофамилец — Михаил Максимович Касторский.

## Семья
- C 17.04.1874 года женился на 25-летней девице Амалии-Александре Эрнстовне Гассель, дочери купца и нотариуса Царского Села и Царскосельского уезда (контора в доме № 26 по ул. Московской, там же и жил), а ранее — царскосельского 3-й гильдии купца Эрнста (Ариста) Михайловича Гассель (ок. 1806 — 20.10.1901), и жены его — царскосельской купчихи 3-й гильдии Анны-Констанции Гассель.

Венчание молодых проходило в Екатерининском соборе в Царском Селе. Поручителями по жениху выступили полковник Дмитрий Дмитриевич Обломиевский, военный инженер, топограф и геодезист, начальник геодезического отделения Кавказского Военно-топографического отдела Главного штаба, впоследствии генерал-майор, и врач Николаевской Инженерной академии и училища, надворный советник Владимир Абрамович Григорович, впоследствии коллежский советник. По невесте поручителями выступили младший ординатор Кутаисского военного госпиталя, доктор медицины Михаил Маркович Шершевский, впоследствии тайный советник, личный врач великого князя Николая Николаевича-старшего, врач-консультант Санкт-Петербургских заведений Ведомства учреждений императрицы Марии и лейб-медик Двора Его Императорского Величества, непременный член Военно-медицинского ученого комитета, и отставной военный врач Иосиф Иванович Касаткин, ранее служивший по Военно-медицинскому ведомству врачом 1-го Кавказского линейного батальона.
За купцом Э.М. Гасселем было дворовое владение, каменный 3-этажный и деревянный с мезонином, два дома, со всеми к ним принадлежащими службами и землей, состоящие в Царском Селе, во 2-й части, в 3-м квартале, на углу ул. Магазейной и ул. Леонтьевской, под № 232. Домовладение это, в части деревянного дома, по купчей крепости от 02.08.1840 г., писанной во 2-м департаменте С.-Петербургской гражданской палаты, куплено от коллежской асессорши Екатерины Ивановны Даниловой, за 1 143 руб. серебром; по купчей крепости от 31.05.1845 г., писанной там же, общее домовладение из двух домов, царскосельский купец Э.М. Гассель продал с.-петербургскому купцу Петру Михайлову Воробьеву, за 12 000 руб. серебром.
За ним же дворовое владение — земля с торговыми лавками, состоящие в Царском Селе, во 2 части, 4-го квартала, по ул. Торговой, под № 298. За ним же недвижимое имение — огородная земля, состоящая в С.-Петербурге, в С.-Петербургской части, 4-го квартала, по Табели 1822 г. — под № 1200, а по Табели 1846 г. — под № 1048. За ним же недвижимое имение — дворовый участок земли, состоящий в С.-Петербургской губернии, в г. Павловске, во 2-й части, 3-го квартала, под № 233 (имение это, по купчей крепости от 08.06.1845 г., писанной во 2-м департаменте С.-Петербургской гражданской палаты, продано с.-петербургскому купцу Петру Михайлову Воробьеву, за 100 руб. серебром).
Впоследствии Э. М. Гассель был награждён званием потомственного почетного гражданина, состоял с.-петербургским 2-й гильдии купцом, вел торг виноградными винами в магазине, состоящим в Литейной части, 2-го участка, по Невскому проспекту, в доме № 92, то есть в том же доме купца П. Ф. Меняева, в котором ранее располагался знаменитый книжный магазин книгоиздателя Д. Е. Кожанчикова, а так же частный женский пансион английской поданной m-m Генриетты Сусанны Люджер, затем принадлежавший российской поданной m-m Генриетте Пиге, а в 1857 г. пансион возглавила статская советница Юлия Ивановна Касторская, мать М. М. Касторского.
В браке с А. Э. Гассель М. М. Касторский имел трех сыновей: Всеволода, Евгения и Мстислава, — и двух дочерей: Юлию и Ксению.
- - Касторский Всеволод Михайлович (? — после 1917) — коллежский советник, игуменский предводитель дворянства Минской губернии. Сын действительного статского советника, православный, из дворян. С 1896 по 1901 г. учился на юридическом факультете С.-Петербургского университета, полный курс которого окончил с дипломом 1-й степени; ВП от 09.10.1901 г. № 28, по ведомству Министерства внутренних дел, определён в службу, с причислением к министерству, с 26.07.1901 г.; с 01.02.1902 г. назначен земским начальником 5-го участка Бобруйского уезда Минской губернии, с утверждением в чине коллежского секретаря, со старшинством с 26.07.1901 г., по университетскому диплому 1-й степени; ВП от 26.03.1905 г. № 19, по Земскому отделу Министерства внутренних дел, производится, за выслугу лет, в титулярные советники, со старшинством с 26.07.1904 г.; ВП от 02.11.1907 г., по Земскому отделу Министерства внутренних дел, производится, за выслугу лет, в коллежские асессоры, со старшинством с 27.07.1907 г.; указом от 06.12.1910 г. пожалован, за отлично-усердную службу, кавалером ордена Святой Анны 3-й ст.; ВП от 23.12.1911 г. № 92, по Земскому отделу Министерства внутренних дел, производится, за выслугу лет, в надворные советники, со старшинством с 26.07.1911 г.; ВП от 12.11.1915 г. № 2, по ведомству Министерства внутренних дел, назначается, из земских начальников 5-го участка Бобруйского уезда Минской губернии — предводителем дворянства Игуменского уезда Минской губернии; с 26.07.1916 г. — коллежский советник, в той же должности. На 01.01.1915 г. был холост.

- - Касторский Евгений Михайлович (? — после 1917) — губернский секретарь, контролер Николаевской железной дороги. Сын действительного статского советника, православный, из дворян. Окончил Костромское реальное училище; c 22.08.1898 по 15.06.1899 г. учился в С.-Петербургском электротехническом институте; состоял в службе с 1900 по 1901 г., с 1904 по 1905 г., и с 01.03.1911 г. из отставных канцелярских служителей определён в службу в Государственный контроль, на должность помощника контролера Ташкентской железной дороги; ВП от 01.04.1913 г. № 18, по ведомству Государственного контроля, произведен, за выслугу лет, из канцелярских служителей — в чин коллежского регистратора, со старшинством с 01.03.1912 г.; с 19.07.1913 г. переведен контролером Николаевской железной дороги, где и служил до Октябрьской революции 1917 года. Был женат.

- - Касторский Мстислав Михайлович (27.04.1880 — 10.12.1939) — инженер-штабс-капитан 11-го саперного императора Николая I батальона, состоявшего в прикомандировании к 1-му военно-дорожному отряду, участник Первой Мировой войны. Сын действительного статского советника, православный, из дворян. Первоначальное образование получил в С.-Петербургской Ларинской (четвёртой) гимназии, курса которой не окончил. В период Гражданской войны эмигрировал в Чехию, в 1922 году становится членом Объединения российских земских и городских деятелей в Чехословацкой Республике (Земгора), затем эмигрировал в Югославию. Был женат дважды, вторым браком — в эмиграции.

- - Касторская Ксения Михайловна (1879—1967) — девица, домашняя учительница. Воспитывалась в Императорском воспитательном обществе благородных девиц (Смольном институте), выпущена в 1896 году. Затем училась на историко-филологическом отделении С.-Петербургский высших женских курсах, выпущена в 1900 году. Жила в С.-Петербурге.

- - Касторская Юлия Михайловна (? — после 1917) — девица, душевнобольная. С 12.05.1899 по 31.12.1901 г. — пациентка Дома призрения душевнобольных императора Александра III на станции Удельная. В 1904 году, по сенатскому указу, объявлена неправоспособной (умалишенной), и с 05.05.1904 по 29.03.1917 г. состояла под С.-Петербургской дворянской опекой.

## Публицистика
1. О холере в Персии в последнее время. — Труды и протоколы Кавказского медицинского общества / Кавказское медицинское о-во. — Тифлис. 1869—1870. № 90, 189, 312.
2. О ходе холеры в Тегеране и окрестностях, осенью 1870 г. — Труды и протоколы Кавказского медицинского общества / Кавказское медицинское о-во. — Тифлис. 1870—1871. № 22.
3. О холере и чуме в Курдистане. — Труды и протоколы Кавказского медицинского общества / Кавказское медицинское о-во. — Тифлис. 1871—1872. № 113, 132, 156, 202, 249, 362.
4. О санитарном состоянии Персии. — Труды и протоколы Императорского Кавказского медицинского общества / Императорское Кавказское медицинское о-во. — Тифлис. 1872—1873. № 131, 163, 436, 637[10].